# جاکلین توبینی
جاکلین رُز دریسکول توبونی (به انگلیسی: Jacqueline Rose Driscoll Toboni) (زاده ۱۹۹۲) یک بازیگر آمریکایی با اصالت ایتالیایی است. به خاطر بازی در نقش مهمان اصلی به عنوان تریسا روبل (ترابل) در سریال گریم از شبکه ان‌بی‌سی به اوج شهرت رسید.

## اوایل زندگی و تحصیل
جاکلین کوچک‌ترین در میان پنج فرزند خانواده است.
او از کالج مقدماتی سنت ایگناتیوس در سان فرانسیسکو در سال ۲۰۱۰ و از دانشگاه میشیگان در سال ۲۰۱۴ فارغ‌التحصیل شد.
علاوه بر این، او در هر برنامه تئاتر، از جمله جشنواره تئاتر ویلیامزتاون به عنوان یک شاگرد تحصیل کرده‌است.
پدر او دارای اصالت ایتالیایی و مادرش ایرلندی‌تبار می‌باشد.

## حرفه
جاکلین توبونی به خاطر بازی در نقش مهمان اصلی به عنوان تریسا روبل (ترابل) در سریال گریم از شبکه ان‌بی‌سی به اوج شهرت رسید.
در سال ۲۰۱۵، او در یک قسمت از جنایات بزرگ ظاهر شد.
در سال ۲۰۱۶، او در چهار قسمت از مجموعه آسان از نتفلیکس ظاهر شد.
در سال ۲۰۱۷، او مهمان قسمت یازدهم از فصل شانزدهم مجموعهٔ Hell's Kitchen بود.

## فیلم‌شناسی
| سال      | عنوان                     | نقش        | توضیحات              |
| -------- | ------------------------- | ---------- | -------------------- |
| ۲۰۱۴     | دختران بد                 | راشل       | فیلم کوتاه           |
| ۲۰۱۷     | پسند شده                  | کلی        |                      |
| ۲۰۱۹     | گذشته                     | جمی        |                      |
| ۲۰۲۰     | ایستاده در شهرستان پکستون | جانا کانلی |                      |
| ادامه‌دار | مسیر ماه                  | سم         | در مرحله پس از تولید |

| سال       | عنوان              | نقش                | توضیحات                         |
| --------- | ------------------ | ------------------ | ------------------------------- |
| ۲۰۱۴–۲۰۱۷ | گریم               | تریسا روبل (ترابل) | فصل ۳–۶، نقش تکراری             |
| ۲۰۱۵      | جیل ال‌ای را می‌گیرد | جاکلین چوبانی      | نقش اصلی                        |
| ۲۰۱۵      | جنایت بزرگ         | افسر لین تریسی     | فصل ۴؛ قسمت ۷: اهداف فرصت       |
| ۲۰۱۶–۲۰۱۹ | آسان               | جو                 | نقش تکراری                      |
| ۲۰۱۷      | آشپزخانه جهنمی     | خودش               | فصل ۱۶؛ قسمت ۱۱: مانورهای هوایی |
| ۲۰۱۹      | جهان ال            | سارا فینلی         | نقش اصلی                        |